# Ćićevac
Ćićevac (srpski: Ћићевац) je grad i središte istoimene općine u Rasinskom okrugu u Srbiji. 
Po popisu iz 2002., grad je imao 5.094, a općina 10.755 stanovnika.

## Vanjske poveznice
- Internet stranice grada